# Блэк-Дайамонд (Флорида)
Блэк-Да́йамонд (англ. Black Diamond) — статистически обособленная местность, расположенная в округе Ситрус (штат Флорида, США) с населением в 694 человека по статистическим данным переписи 2000 года.

## География
По данным Бюро переписи населения США статистически обособленная местность Блэк-Дайамонд имеет общую площадь в 9,84 квадратных километров, водных ресурсов в черте населённого пункта не имеется.
Статистически обособленная местность Блэк-Дайамонд расположена на высоте 17 м над уровнем моря.

## Демография
По данным переписи населения 2000 года в Блэк-Дайамонд проживало 694 человека, 212 семей, насчитывалось 248 домашних хозяйств и 374 жилых дома. Средняя плотность населения составляла около 70,53 человека на один квадратный километр. Расовый состав населённого пункта распределился следующим образом: 94,09 % белых, 0,72 % — чёрных или афроамериканцев, 4,61 % — азиатов, 0,58 % — представителей смешанных рас, Испаноговорящие составили 1,01 % от всех жителей статистически обособленной местности.
Из 248 домашних хозяйств в  воспитывали детей в возрасте до 18 лет, 84,7 % представляли собой совместно проживающие супружеские пары, в 0,8 % семей женщины проживали без мужей, 14,5 % не имели семей. 11,7 % от общего числа семей на момент переписи жили самостоятельно, при этом 4,0 % составили одинокие пожилые люди в возрасте 65 лет и старше. Средний размер домашнего хозяйства составил 2,23 человек, а средний размер семьи — 2,39 человек.
Население статистически обособленной местности по возрастному диапазону по данным переписи 2000 года распределилось следующим образом: 9,7 % — жители младше 18 лет, 1,4 % — между 18 и 24 годами, 10,7 % — от 25 до 44 лет, 39,0 % — от 45 до 64 лет и 39,2 % — в возрасте 65 лет и старше. Средний возраст жителей составил 62 года. На каждые 100 женщин в Блэк-Дайамонд приходилось 81,2 мужчин, при этом на каждые сто женщин 18 лет и старше приходилось 81,7 мужчин также старше 18 лет.
Средний доход на одно домашнее хозяйство статистически обособленной местности составил 107 771 доллар США, а средний доход на одну семью — 105 987 долларов. При этом мужчины имели средний доход в 0 долларов США в год против 32 500 долларов среднегодового дохода у женщин. Доход на душу населения статистически обособленной местности составил 107 771 доллар в год. 5,7 % от всего числа семей в населённом пункте и 3,7 % от всей численности населения находилось на момент переписи населения за чертой бедности, при том все жители младше 18 и старше 65 лет имели совокупный доход, превышающий прожиточный минимум.